# Михалково (Красногорський район)
Михалко́во (рос. Михалково) — село в Красногорському районі Московської області Російської Федерації.

## Розташування
Село Михалково входить до складу сільського поселення Ільїнське. Воно розташоване на північному березі річки Москви, поруч із заповідником Лохін острів. Найближчі населені пункти Поздняково, Глухово, Воронки.

## Населення
Станом на 2010 рік у селі проживало 13 людей.